# Кристал (мавпа)
Кристал (англ. Crystal) — американська мавпа-акторка, найбільш відома за ролями у фільмах «Джордж із джунглів» і трилогії «Ніч у музеї». Її називають «Анджеліною Джолі тваринного світу».
У 1996 році тренер Том Гундерсон на замовлення голлівудського агентства з підбору тварин вирушив до Флориди для пошуку мавпи-капуцина для зняття у новому фільмі. Спершу, його увагу привернули два інші мавпеняти, але Кристал привернула до себе увагу своїм розумом. Так агентство отримало відразу трьох нових акторів. Своє теперішнє ім'я вона отримала на честь популярної кантрі-виконавиці Кристал Гейл.
Оглядач New York Magazine Бенджамін Воллес за перші ролі у кіно назвав Кристал «природженою акторкою».

## Фільмографія
- Джордж із джунглів (1997)
- Доктор Дулітл (1998)
- Американський пиріг (1999)
- Террор Трактат[en] (2000)
- Доктор Дулітл 2 (2001)
- Малькольм у центрі уваги, епізод «Monkey» (2002)
- Гарфілд (2004)
- Аферисти Дік та Джейн (2005)
- Кудлатий тато (2006)
- Ніч у музеї (2006)
- Кохання та інші неприємності (2006)
- Потяг до Юми (2007)
- Ніч у музеї 2 (2009)
- Спільнота, 5 епізодів (2010-13)
- Похмілля-2: з Вегаса до Бангкока (2011)
- Теорія великого вибуху, епізод «The Agreement Dissection» (2011)
- Зоонаглядач (2011)
- Ми купили зоопарк (2011)
- Treasure Buddies[en] (2012)
- Нехай живе Король (2014)
- Ніч у музеї: Секрет гробниці (2014)
- Повна метушня[en] (2019)
- Фабельмани (2022)
- Погана мавпа[en] (2024)